# Wootton St Lawrence
Wootton St Lawrence är en by i Wootton St. Lawrence with Ramsdell parish i distriktet Basingstoke and Deane i grevskapet Hampshire i England. Byn är belägen 26 km från Winchester. Byn nämndes i Domedagsboken (Domesday Book) år 1086, och kallades då Odetone.